# Andrzej Słowiński
Andrzej Marceli Słowiński (ur. 18 lipca 1926 w Łodzi, zm. 23 października 2021) – pułkownik w stanie spoczynku Wojska Polskiego, profesor zwyczajny nauk medycznych Wojskowej Akademii Medycznej w ramach Akademii Medycznej w Łodzi. Badacz organizacji ochrony zdrowia, specjalista II stopnia organizacji ochrony zdrowia, specjalista II stopnia medycyny pracy.

## Życiorys
W 1952 roku ukończył studia magisterskie na wydziale medycyny. W 1962 roku uzyskał stopień naukowy doktora nauk medycznych w zakresie medycyny, a 1979 – tytuł naukowy profesora nauk medycznych. Był Komendantem Instytutu Medycyny Wojskowej WAM oraz Naczelnym Specjalistą Wojska Polskiego w dziedzinie Organizacji Ochrony Zdrowia Wojsk (OOZW) w latach 1974–1985. Został odznaczony nagrodą naukową Szefa Sztabu Generalnego WP, a w latach 1980–1985 był również przewodniczącym zespołu naczelnych specjalistów WP, który obejmował wszystkich specjalistów pionu wojskowo-medycznego.
Zmarł 23 października 2021. Został pochowany w części katolickiej cmentarza Zarzew w Łodzi.

## Odznaczenia
- Krzyż Kawalerski Orderu Odrodzenia Polski[1]
- Złoty Krzyż Zasługi
- Złoty, Srebrny i Brązowy medal „Za zasługi dla obronności kraju”
- Medal Komisji Edukacji Narodowej
- Odznaka „Za wzorową pracę w służbie zdrowia”
- Honorowa Odznaka Miasta Łodzi
- Krzyż „Za Zasługi dla ZHP”

## Publikacje (wybór)
- Organizacja ochrony zdrowia wojsk na szczeblu taktycznym. Łódź: WAM, 1979
- Krótki słownik terminów i pojęć wojskowo-medycznych. Łódź: WAM, 1979
- Historia Katedry (Zakładu) Organizacji Ochrony Zdrowia Wojsk Wojskowej Akademii Medycznej. Łódź: WAM, 2001